# Guglielmo II di Ginevra
Guglielmo (Willelme) II di Ginevra (Guillermo in spagnolo, Guillaume in francese, Wilhelm in tedesco e William in inglese; circa 1185 – Domène, 25 novembre 1252) fu conte di Ginevra dal 1220 (o 1225) sino alla sua morte, succedendo al fratello Umberto (Humbert).

## Origine
Sia secondo lo storico e Genealogista, Samuel Guichenon, nel suo Histoire généalogique de la royale maison de Savoie, che Le Grand dictionnaire historique, Volume 5, Guglielmo II di Ginevra era figlio del Conte di Ginevra, Guglielmo I e della sua seconda moglie, Beatrice di Faucigny, figlia del signore di Faucigny, come conferma anche la Chronica Albrici Monachi Trium Fontium, citando la figlia, Margherita (Margareta filia domni de Fusceneis de matre Guilelmi, filii Humberti comitis Gebenensis); si ritiene che Beatrice fosse la figlia del signore di Faucigny, Aimone I e di Clémence de Briançon.

Ancora secondo Samuel Guichenon, che Le Grand dictionnaire historique, Volume 5, Guglielmo I di Ginevra era figlio del Conte di Ginevra, Amedeo I e della sua prima moglie, Matilde di Cuiseaux († prima del 1142), che, come viene confermato dal caput LII della Bibliotheca sebusiana, che secondo il Armorial et nobiliaire de l'ancien duché de Savoie. Volume 3 era figlia del signore di Cuiseaux, Ponzio I.

## Biografia
Guglielmo aveva un fratellastro, Umberto, nato da un precedente matrimonio, e due fratelli, dei quali il più conosciuto è Amedeo, in seguito vescovo di Moriana dal 1213 al 1220. Non è nota con precisione la data di nascita di Guglielmo; il 1185 è generalmente considerato l'anno di nascita più plausibile.
Guglielmo venne chiamato a partecipare ancora in giovane età alla crociata contro gli Albigesi, partecipando al sacco di Béziers nel 1209.

### I conflitti per la successione
Il conte Guglielmo I morì il 25 luglio del 1195 nel castello di Novel ad Annecy. Il figlio maggiore di questi, Umberto gli succedette, ma Guglielmo ricevette comunque una parte dell'eredità paterna, tra cui il priorato di Chamonix. Guglielmo è menzionato in un atto del 1220 con il titolo di conte accanto al fratello Umberto ("frater ejus, comes similiter"). Guglielmo viene menzionato con il titolo di conte nel trattato di Desingy del 1219.
Guglielmo sposò nel 1220 Alice, appartenente secondo alcuni storici tra i quali Pierre Duparc, alla famiglia dei La Tour du Pin, una potente famiglia originaria del Delfinato, rivale dei Savoia; secondo lo storico Matthieu de La Corbière la donna era invece della famiglia dei Faucigny.
Alla morte di Umberto, avvenuta tra il 1220 e il 1225, Guglielmo rivendicò la sua eredità, nonostante due nipoti fossero anch'essi in linea di successione e non avessero rinunciato ai loro diritti. I due nipoti estromessi si recarono in Inghilterra, presso la corte di Enrico III, la cui moglie Eleonora di Provenza era una loro parente. Uno di questi, Ebal nel suo lascito testamentario datato 1259 cede al cugino Pietro II di Savoia, tutti i suoi diritti sulla contea di Ginevra, nominandolo inoltre suo erede. Tale disposizione è all'origine del conflitto che avrebbe opposto il conte Guglielmo a Pietro di Savoia.

### La politica di Guglielmo

#### Il trattato di Desingy
Il nobilis vir Guglielmo viene già menzionato come conte, assieme al fratello, in occasione del trattato di Desingy del 1219. Il trattato di Desingy segna la fine del conflitto tra i conti di Ginevra e i vescovi della città, iniziato un secolo prima dal conte Aimone I. Il trattato di Desingy aveva tra i suoi firmatari il conte Guglielmo e il vescovo di Ginevra Aimone di Grandson; l'arbitrato venne affidato al vescovo di Vienne,  Jean de Bernin.
Il trattato sanciva il riconoscimento da parte del conte di Ginevra del sul suo status di vassallo del vescovo; il conte si impegnava quindi a pagare a questi l'omaggio feudale. Il conte riconosceva inoltre i diritti esclusivi della città di Ginevra.
Un'altra conseguenza di tale trattato fu l'indebolimento politico dei conti di Ginevra nella regione a fronte dell'ascesa del casato dei Savoia.
Conseguentemente al trattato il conte di Ginevra trasferì la propria residenza comitale nel castello di Annecy.
In un atto datato 1220, preparato da Amedeo di Ginevra, fratello del conte e vescovo di Moriana, Guglielmo si impegnava a riconoscere la titolarità del vescovo di Tarantasia sulla valle di Luce (l'odierna regione di Beaufortain). Guglielmo venne quindi infeudato del territorio, giurando fedeltà all'arcivescovo Bernard de Chignin. Nel 1225 Guglielmo rinunciò a tutti i diritti vantati su Laconnex in riparazione dei torti subiti dal Priorato di San Vittore di Ginevra.

#### I conflitti con il signore di Faucingy
Tensioni tra i conti di Ginevra e i signori di Faucigny, loro vassalli, divennero sempre più frequenti a partire dal 1205. Una delle cause principali di tale dissidio è rintracciabile nel diritto di protezione accordato, alcuni anni prima, a Guglielmo II di Faucingy dal conte di Ginevra Umberto e dal vescovo di Ginevra, in seguito revocato da Guglielmo I di Ginevra. Sembra inoltre che, in seguito al conflitto tra il signore di Nangy e Guglielmo I di Ginevra, i signori di Faucigny avessero approfittato dell'indebolimento del primo per estendere la loro influenza sull'alta valle dell'Arve.
Le tensioni eventualmente sfociarono in un confronto armato. Tale conflitto venne sospeso nel 1225, e le parti intavolarono delle trattative. Nel maggio del 1225 il conte Guglielmo II richiese al signore di Faucigny Aimone II la dote materna e quella della moglie Alice. Secondo lo storico Matthieu De La Corbiere questa richiesta indica come Alice non appartenesse alla famiglia dei La Tour du Pin ma a quella dei Faucigny. In effetti un atto notarile del 1253 della contessa Beatrice di Faucigny, suggerisce che ella fosse una nipote di Guglielmo (in quanto figlia di  Pietro di Savoia e Agnese di Faucigny; quest'ultima era figlia di Aimone II di Faucigny, la cui zia Alice era la moglie di Guglielmo II di Ginevra). Altre dispute tra i due nobili riguardarono il controllo da parte del signore di Faucigny del Pays de Vaud; in particolare la questione del pagamento dei tributi da parte del conte di Gruyère, vassallo dei conti di Ginevra, ai signori di Faucigny.
Nonostante queste trattative, il conflitto venne ripreso, continuando fino alla stipula di un trattato di pace nel marzo del 1229. Il trattato sancì il riconoscimento della titolarità della casata dei conti di Ginevra del castello di Langin e delle aree ad esso circostanti. Il signore di Faucigny restituì loro inoltre il priorato di Chamonix. Il signore di Faucigny riaffermò inoltre il suo status di vassallo del conte.

#### Il conflitto con Pietro di Savoia
Aimone II di Faucigny, rivale dei conti di Ginevra, iniziò il riavvicinamento della sua famiglia con i conti di Savoia, i cui possedimenti circondavano la contea di Ginevra, costituendo quindi per Guglielmo II una concreta minaccia. Tale alleanza venne ulteriormente rafforzata per mezzo del matrimonio, avvenuto nel 1234, di Pietro di Savoia con Agnese, figlia secondogenita di Aimone II. Pietro di Savoia inoltre iniziò una progressiva penetrazione nel Pays de Vaud, posto al confine settentrionale della contea di Ginevra. Il conflitto tra i Savoia e i conti di Ginevra divenne a questo punto inevitabile, iniziando nel 1234.
Nel giugno di quell'anno Amedeo II di Gex, cugino primo e vassallo di Guglielmo, pagò il tributo vassallatico per il feudo e il castello di Gex, come anche per le sue terre tra Divonne e la Cluse de Gex a Pietro di Savoia.
Il conflitto riprese nel 1237. Durante una tregua Rodolfo, figlio maggiore di Guglielmo II di Ginevra, catturò Pietro di Savoia, ferendolo. Per tale ragione la famiglia di Guglielmo venne condannata a pagare un'ammenda di 20.000 marchi d'argento. Il conte Guglielmo non potendo pagare tale somma diede in pegno diverse terre e castelli. A fronte del mancato pagamento della sanzione nel 1250 Guglielmo venne nuovamente sanzionato, impegnando questa volta la signoria di Arlod, situata in un punto strategico della contea di Ginevra. Un terzo pegno venne inoltre consegnato nel 1260.
Nel 1241, al fine di controbilanciare l'alleanza tra i signori del Delfinato e Faucigny, Guglielmo II strinse un'alleanza con Alberto III, signore di La Tour du Pin, combinando il matrimonio del proprio figlio con la figlia di quest'ultimo. Nel 1242 dovette però subire la perdita del castello di Arlod, occupato dalle forze nemiche.
Nel 1249 o nel 1250, la guerra tra Pietro e Guglielmo riprese. L'unico evento noto relativo a tale conflitto fu l'occupazione, di enorme rilevanza, del castello di Ginevra. Venne infine stipulato un accordo tra i due signori, mediante l'arbitrato dell'arcivescovo di Lione, Filippo di Savoia, fratello minore di Pietro. Con tale atto, datato 10 giugno 1250, Pietro di Savoia consegnava il castello di Ginevra e quello di Alinge. Il conte di Ginevra e i suoi figli Rodolfo ed Enrico si impegnavano a consegnare i castelli di Ternier, La Roche en Genevois e Clées en Vaud, come anche i possedimenti di Ballaison, Rue e Langin. Guglielmo doveva inoltre consegnare tutti i suoi possedimenti compresi tra i fiumi Arve e Dranse e il Cluse De Gex fino al ponte di Bargen sull'Aar, con l'eccezione dei feudi del signore di Faucigny, del castello di Charousse e dei possedimenti comitali di Losanna e delle aree ad essa circostanti.
Nel 1251 Guglielmo firmò ad Annecy un documento nel quale riconosceva un debito nei confronti del figlio Rodolfo, consegnandogli in pegno il castello di Annecy, il villaggio e l'area rurale circostante.

#### La politica religiosa
I rapporti con la Chiesa costituirono un elemento di primaria importanza nella politica del conte Guglielmo. Egli scelse per i propri figli cadetti delle carriere ecclesiastiche. Troviamo quindi il figlio Amedeo quale vescovo di Die nel periodo 1245-1276; un altro figlio, Aimone, occupare la carica di prevosto di Losanna nel 1251, per poi divenire l'anno successivo cantore di Ginevra e vescovo di Viviers nel 1255. Un altro fratello, Roberto, dopo essere stato canonico di Vienne nel 1252, succedette al fratello nella posizione di prevosto di Losanna nel 1272, terminando la sua carriera ecclesiastica con la nomina a  vescovo di Ginevra nel 1276. Guido venne nominato vescovo di Langres nel 1266. Infine l'unica figlia femmina, Agata divenne badessa dell'abbazia di Sainte-Catherine du Mont a Semnoz.
Il conte, analogamente ai suoi predecessori, perseguì una politica di supporto alle istituzioni religiose. Nel 1225 confermò per mezzo di un atto varie donazione fatte dai suoi predecessori, rinnovando i diritti di protezione accordati all'abbazia di Entremont. Nello stesso anno divenne protettore dell'abbazia cistercense di Haut-Crêt. Nel 1243 egli garantì i diritti di pascolo nei suoi terreni di Cruseilles, La Roche e Annecy ai monaci dell'abbazia di Tamié al fine di garantire per sé e la propria famiglia la salvezza dell'anima. Per il medesimo scopo dotò ampiamente l'abbazia territoriale di Saint-Maurice D'Agaune nel 1245, la quale venne esentata inoltre dal pagamento dei diritti di passaggio. Nel 1252 il conte sottoscrisse un atto assieme alla propria famiglia, confermando le donazioni fatte dal padre al monastero certosino di Pomier; mediante tale atto egli le rinnovava e le dichiarava perpetue. L'ordine ottenne inoltre il diritto di pascolo sui territori della contea.

### Morte e successione
Il 6 novembre del 1252 Guglielmo inviò una lettera da Domène ad Aimone di Grandson, vescovo di Ginevra, contenente le sue disposizioni testamentarie. Egli confermava il figlio Rodolfo quale erede, chiedendo al vescovo di accettarlo quale suo vassallo, nonché di fornirgli protezione e aiuto. Una seconda lettera di contenuto analogo venne inviata al conte di Savoia, Amedeo IV. Tre giorni dopo Guglielmo redasse le sue ultime volontà, trasferendo al figlio Rodolfo il castello di Ginevra e le aree ad esso adiacenti, il feudo di Faucigny e e quello di Gex.
Il conte Guglielmo morì il 25 novembre del 1252 a Domène, nel Delfinato. Nel testamento lasciava inoltre una somma alla cattedrale di San Pietro a Ginevra per la cura dell'anima.
Sebbene il figlio Rodolfo accedesse al titolo paterno il giorno stesso della morte paterna, fu solo nell'anno successivo che l'effettiva divisione delle proprietà venne attuata dall'esecutore testamentario, il figlio cadetto Amedeo vescovo di Die. Rodolfo venne infine investito ufficialmente ricevendo l'omaggio dei suoi vassalli.

## Matrimoni e discendenza
Guglielmo, in gioventù, avrebbe contratto un primo matrimonio con una discendente dei conti di Forez (territorio comprendente la città di Feurs), una figlia di Ghigo III di Forez (alcuni storici avrebbero dedotto questa parentela dal testamento del Signore del Piemonte e conte di Moriana, Tommaso III di Savoia, riportato nella Histoire généalogique de la royale maison de Savoie di Guichenon).

Guglielmo dalla moglie ebbe una figlia che sposò Artaldo IV, signore di Rossiglione.
Nel 1220 Guglielmo sposò Alice (ca. 1195-1256), ritenuta essere la figlia di Alberto II de la Tour du Pin, appartenente alla potente famiglia del Delfinato. Lo storico Matthieu De La Corbière ritiene tuttavia che ella appartenesse alla famiglia dei signori di Faucigny. Guglielmo e Alice ebbero sette figli e una figlia che raggiunsero l'età adulta: 
- Raoul o Rodolfo, conte di Ginevra[8]
- Amedeo, vescovo di Die[9]
- Aimone, vescovo di Viviers[10]
- Enrico ricevette i castelli e i territori di Terniers di Vuache, citato in diversi documdenti[11]. Nel 1254 prestò fedeltà a Pietro di Savoia. Morì probabilmente nel 1273. Si ignora il nome della moglie di Enrico, ma risulta da due distinti atti che ebbe due figlie di nome Beatrice ed Eleonora[12]. Quest'ultima sposò Bertrando IV di Baux, principe di Orange, rinunciando ai suoi diritti successori sui beni dei conti di Ginevra.
- Roberto, vescovo di Ginevra[13] dal 1276 al 1287
- Guglielmo, menzionato col fratello Roberto[8]
- Guido (menzionato nei documenti come Gui, Guy o Guigues) divenne vescovo di Langres[12] (1266-1291). Egli fu inoltre consigliere dei re di Francia Filippo III e Filippo il bello.
- Agata, menzionata quale badessa del convento di Sainte-Catherine du Mont di Semnoz[8], nei pressi di Annecy. Tale monastero contiene peraltro diverse tombe di esponenti della famiglia dei conti di Ginevra.

## Ascendenza
|                         |                       |                                  | Genitori |  |  | Nonni |  |  | Bisnonni            |  |  | Trisnonni             |  |
|                         |                       |                                  |          |  |  |       |  |  | Aimone I di Ginevra |  |  | Geroldo II di Ginevra |  |
|                         |                       |                                  |          |  |  |       |  |  | Aimone I di Ginevra |  |  | Geroldo II di Ginevra |  |
|                         |                       | Tetberga di Svevia               |          |  |  |       |  |  | Aimone I di Ginevra |  |  |                       |  |
| Amedeo I di Ginevra     |                       |                                  |          |  |  |       |  |  | Aimone I di Ginevra |  |  |                       |  |
|                         |                       | Ita di Faucigny ou Glâne         | …        |  |  |       |  |  |                     |  |  |                       |  |
|                         |                       | Ita di Faucigny ou Glâne         | …        |  |  |       |  |  |                     |  |  |                       |  |
|                         |                       | Ita di Faucigny ou Glâne         | …        |  |  |       |  |  |                     |  |  |                       |  |
| Guglielmo I di Ginevra  |                       | Ita di Faucigny ou Glâne         |          |  |  |       |  |  |                     |  |  |                       |  |
|                         |                       | Ugo I di Cuiseaux e di Clairvaux | …        |  |  |       |  |  |                     |  |  |                       |  |
|                         |                       | Ugo I di Cuiseaux e di Clairvaux | …        |  |  |       |  |  |                     |  |  |                       |  |
|                         |                       | Ugo I di Cuiseaux e di Clairvaux | …        |  |  |       |  |  |                     |  |  |                       |  |
| Matilde di Cuiseaux     |                       | Ugo I di Cuiseaux e di Clairvaux |          |  |  |       |  |  |                     |  |  |                       |  |
|                         |                       | Adelina                          | …        |  |  |       |  |  |                     |  |  |                       |  |
|                         |                       | Adelina                          | …        |  |  |       |  |  |                     |  |  |                       |  |
|                         |                       | Adelina                          | …        |  |  |       |  |  |                     |  |  |                       |  |
| Guglielmo II di Ginevra |                       | Adelina                          |          |  |  |       |  |  |                     |  |  |                       |  |
|                         | Rodolfo I di Faucigny | …                                |          |  |  |       |  |  |                     |  |  |                       |  |
|                         | Rodolfo I di Faucigny | …                                |          |  |  |       |  |  |                     |  |  |                       |  |
|                         | Rodolfo I di Faucigny | …                                |          |  |  |       |  |  |                     |  |  |                       |  |
| Aimone I di Faucigny    | Rodolfo I di Faucigny |                                  |          |  |  |       |  |  |                     |  |  |                       |  |
|                         |                       | …                                | …        |  |  |       |  |  |                     |  |  |                       |  |
|                         |                       | …                                | …        |  |  |       |  |  |                     |  |  |                       |  |
|                         |                       | …                                | …        |  |  |       |  |  |                     |  |  |                       |  |
| Beatrice di Faucigny    |                       | …                                |          |  |  |       |  |  |                     |  |  |                       |  |
|                         |                       | …                                | …        |  |  |       |  |  |                     |  |  |                       |  |
|                         |                       | …                                | …        |  |  |       |  |  |                     |  |  |                       |  |
|                         |                       | …                                | …        |  |  |       |  |  |                     |  |  |                       |  |
| Clémence di Briançon    |                       | …                                |          |  |  |       |  |  |                     |  |  |                       |  |
|                         |                       | …                                | …        |  |  |       |  |  |                     |  |  |                       |  |
|                         |                       | …                                | …        |  |  |       |  |  |                     |  |  |                       |  |
|                         |                       | …                                | …        |  |  |       |  |  |                     |  |  |                       |  |
|                         |                       | …                                |          |  |  |       |  |  |                     |  |  |                       |  |

### Fonti primarie
- (LA)  Monumenta Germaniae Historica Scriptorum. Tomus XXIII.
- (LA)  Bibliotheca sebusiana.
- (LA, FR)  #ES Mémoires et documents, Volume 7, Preuves.
- (LA)  #ES Histoire généalogique de la royale maison de Savoie, Preuves.

### Letteratura storiografica
- (FR)  Histoire généalogique de la royale maison de Savoie.
- (FR)  Histoire généalogique de la royale maison de Savoie, volume 3.
- (FR)  Le Grand dictionnaire historique, Volume 5.
- (FR)  Armorial et nobiliaire de l'ancien duché de Savoie. Volume 3.
- (FR)  Alfred Dufour, Histoire de Genève, Paris, Presses universitaires de France, coll. « Que sais-je ? », 2014
- (DE)  (FR) (IT)  Paul Guichonnet, voce di Ginevra presso il Dizionario storico della Svizzera
- (FR)  Michel Germain, Personnages illustres des Savoie, Autre Vue, 2007, 619 p. (ISBN 978-2-9156-8815-3).
- (FR)  Matthieu de la Corbière, L'invention et la défense des frontières dans le diocèse de Genève: Étude des principautés et de l'habitat fortifié (XIIe - XIVe siècle), Annecy, Académie salésienne, 2002, 646 p. (ISBN 978-2-90110-218-2).
- (FR)  Réjane Brondy, Bernard Demotz, Jean-Pierre Leguay, Histoire de Savoie - La Savoie de l'an mil à la Réforme, XIe-début XVIe siècle, Ouest France Université, 1984, 626 p. (ISBN 2-85882-536-X). * Pierre Duparc, Le comté de Genève, (IXe-XVe siècles), t. XXXIX, Genève, Société d’histoire et d’archéologie de Genève, coll. « Mémoires et documents » (ristampa 1978) (prima edizione 1955), 621 p.
- (FR)  Paul Lullin, Charles Le Fort, Régeste genevois: Répertoire chronologique et analytique des documents imprimés relatifs à l'histoire de la ville et du diocèse de Genève avant l'année 1312, Société d'histoire et d'archéologie de Genève, 1866